# Jean Jubelin
Pour les articles homonymes, voir Jubelin.
Louis Jean Guillaume Jubelin, né au Mouillage-Saint-Pierre (Martinique) le 24 novembre 1787 et mort 20 juin 1860 à Saint-Germain-en-Laye, était un administrateur colonial et homme politique français.

## Biographie
Jean Jubelin entre dans l'administration coloniale de la Martinique comme commis en 1803 et est fait prisonnier par les Anglais à la capitulation de l'île en 1809. Rapatrié en métropole, il est employé comme commis principal au port d'Anvers. Il démissionne en 1812 pour passer dans l'administration préfectorale en qualité de chef de bureau à la préfecture du département de Jemmapes. Après la chute de l'Empire, il est rédacteur au Bureau des colonies du Ministère de la Marine de décembre 1814 à septembre 1815, puis devient secrétaire général de la préfecture de la Meurthe de septembre 1815 à mars 1816. À cette date, il réintègre l'administration de la marine comme chef de bureau à la Direction des colonies. Dans cette fonction, il est promu successivement sous-commissaire de la Marine en juillet 1816, puis commissaire de la Marine en janvier 1819.
Appelé à servir outre-mer, il est employé comme commissaire ordonnateur de la Marine en Guadeloupe du 18 janvier 1825 au 11 avril 1826. Il occupe ensuite le poste de sous-directeur des colonies au Ministère de la Marine à Paris.
Nommé gouverneur du Sénégal par ordonnance du 27 septembre 1827, il exerce cette fonction du 7 janvier 1828 au 11 mai 1829. Il passe gouverneur de la Guyane française du 1er juin 1829 au 11 avril 1836. 
Relevant l'amiral René Arnous-Dessaulsays, il occupe ensuite le poste de gouverneur de la Guadeloupe du 3 juin 1837 au 15 juin 1841. Pendant son administration, il a à gérer une épidémie de fièvre jaune, la constitution de l'état civil de tous les habitants de race noire et l'affranchissement des noirs qui le méritent pour bonne conduite et travail assidu à la suite de l'ordonnance royale du 11 juin 1839. À partir du 26 mai 1840, date de la 1ère séance, il participe à la commission des affaires coloniales instituée par décision royale pour l'examen des questions relatives à l'esclavage et à la constitution politique des colonies. Cette commission est présidée par Victor de Broglie, fondateur de la Société française pour l'abolition de l'esclavage. En 1841, fatigué par ses séjours dans les colonies, il demande un retour en France et est remplacé par le contre-amiral Gourbeyre.
Élevé au rang de commissaire général de la Marine à compter du 10 janvier 1830, Jubelin siège en qualité de membre du Conseil d'Amirauté après son retour en métropole, puis officie comme sous-secrétaire d'État à la Marine et aux Colonies sous les ministères de l'amiral-baron de Mackau et du duc de Montebello du 9 avril 1844 au 24 février 1848. Il est aussi nommé conseiller d'État le 23 juin 1844.
Il est élu député du Finistère le 10 avril 1847 par le 6e collège (Quimperlé) en obtenant 78 voix sur 155 votants et 166 inscrits contre 74 en faveur M. Drouillard, député sortant dont l'élection avait été annulée.
Après la Révolution de 1848, Jean Jubelin s'occupe d'affaires industrielles, et devient administrateur de la Compagnie des chemins de fer de l'Ouest et de la Société des forges et chantiers de la Méditerranée.
Il est Grand officier de la Légion d'honneur.

## Postérité
Depuis le 18 juillet 2014, symbole de la France coloniale et esclavagiste, le boulevard Jubelin à Cayenne est renommé boulevard Nelson-Mandela.
La rue Jubelin à Grand-Bourg à Marie-Galante est renommée rue de la République.